# Louisiana Ragin' Cajuns

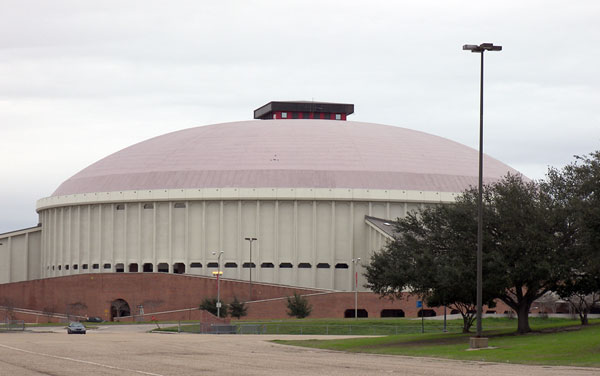
Cajundome.

Louisiana Ragin' Cajuns es la denominación que reciben los equipos deportivos de la Universidad de Luisiana en Lafayette, situada en Lafayette, Luisiana. Los equipos de los Ragin' Cajuns participan en las competiciones universitarias organizadas por la NCAA, y forman parte de la Sun Belt Conference.

## Apodo
¿Qué es un Ragin' Cajun?. Es la pregunta que se hacen muchos oponentes y los propios jugadores de la universidad. Según la misma, Ragin' Cajun no es una persona o un animal, es un sentimiento que describe la forma de vida de los universitarios de ese centro. Describe por igual una comida picante que un estilo de música particular. Por ello, la mascota de la universidad es una Cayena.
El nombre resulta tan peculiar que fue votado como el más original por The Sporting News, y el mejor según una encuesta del canal de televisión ESPN.

## Programa deportivo
| - Masculino - Béisbol - Baloncesto - Fútbol americano - Golf - Tenis - Cross - Atletismo | - Femenino - Softball - Baloncesto - Voleibol - Fútbol - Tenis - Cross - Atletismo |